# Phobocampe pallida
Phobocampe pallida là một loài tò vò trong họ Ichneumonidae.